# Дунайская бановина
Дунайская бановина (сербохорв. Dunavska banovina / Дунавска бановина, венг. Dunai Bánság, нем. Donau-Banschaft) — бановина в Королевстве Югославии с 1929 по 1941 год.

## География
Дунайская бановина была расположена в северо-восточной части королевства, на севере граничила с Венгрией, на востоке с Румынией, на юге с Моравской и Дринской бановинами, на западе с Дринской и Савской бановинами. В центре бановины располагался не входивший в её состав Белград. Административным центром бановины был Нови-Сад. Провинция была названа по реке Дунай.

## История
В 1939 после образования Хорватской бановины часть территории Дунайской бановины вошла в её состав. В 1941 территория Бановины была разделена между Венгрией, Независимым государством Хорватия и оккупированной немцами Сербией.
В 1945 территория бывшей бановины была поделена между Социалистической Республикой Сербией, Социалистической Республикой Хорватией и входящим в состав Сербии Социалистическим Автономным Краем Воеводина.

## Население
На 1931 население бановины состояло из следующих этнических групп:
- Сербы и Хорваты — 56,9 %
- Венгры — 18,2 %
- Немцы — 16,3 %

Религиозный состав населения 1931 году:
- православные — 1 393 269
- римо-католики — 774 691
- евангельские христиане — 167 871
- другие христиане — 29 843
- мусульмане — 2660
- другие — 18 961

## БаныДунайской бановины
- Дака Попович (1929—1930)
- Радослав Дуньич (1930)
- Светомир Матич (1930—1931)
- Милан Николич (1931—1933)
- Добрица Маткович (1933—1935)
- Милойко Васович (1935)
- Светислав Паунович (1935—1936)
- Светислав Раич (1936—1939)
- Йован Радивоевич (1939—1940)
- Бранко Киюрина (1940—1941)
- Милорад Влашкалин (1941)